# Resistance 2
Resistance 2 est la suite du jeu de tir à la première personne Resistance: Fall of Man. Le jeu est développé par Insomniac Games et édité par Sony Computer Entertainment. Il est disponible depuis le 4 novembre 2008 aux États-Unis et le 26 novembre en Europe sur PlayStation 3.
Le jeu comporte une campagne solo composée de 8 chapitres dont un prologue, ainsi qu'un mode coopération avec une campagne spécifique jouable de 2 (jeu hors-ligne) à 8 joueurs (jeu en ligne). Le mode compétitif en ligne permet de réunir jusqu'à 60 joueurs dans une seule partie.

## Scénario
Le Sergent Nathan Hale est recruté par le SRPA (Special Research Projects Administration, Administration des Projets de Recherche Spéciaux) du fait de sa résistance au virus chimérien pour faire partie des Sentinelles, un groupe de black-ops américain (voir fin de Resistance: Fall of Man) dirigé par le major Blake.Ils l'emmènent sur une base en Islande (SRPA Igloo), mais celle-ci est déjà sous le feu des Chimères, et le SRPA n'a d'autre choix que d'abandonner le site.
L'histoire reprend en 1953, dans une base du SRPA de San Francisco, alors que les Chimères donnent le coup d'envoi de l'invasion des États-Unis. Hale a été nommé lieutenant et est le dernier espoir de l'humanité. Il est le leader de l'unité Echo qui participe activement à l'histoire (l'unité comprend le sergent Warner, le caporal Capelli et le soldat Waothorne). À cause de son infection par le virus chimérien, Hale doit prendre un traitement d'inhibition, administré par le Dr. Malikov. La base résiste pendant quelque temps, parvenant même à endommager un vaisseau-mère, mais doit finalement être évacuée.
Après SRPA III à San Francisco, Hale part dans la forêt d'Orik pour atteindre le vaisseau-mère, touché quelques heures plus tôt. Après avoir infiltré le vaisseau ennemi, Hale et ses alliés le détruisent de l'intérieur. Cependant un grave problème s'impose : la flotte chimérienne commandée par Daedalus (le commandant en chef des Chimères) s'approche dangereusement de la brèche du Périmètre de Défense Liberty (une zone sanctuaire abritant 80 millions de réfugiés) à Twin Falls, Idhao. L'unité Écho doit se rendre sur place réparer les canons endommagés par les Chimères. La réactivation des tourelles donne un brusque coup d'arrêt à l'offensive alien.
Nathan se dirige ensuite vers la station SRPA Génésis de Bryce Canyon pour sauver Malikov, désobéissant aux ordres et retardant la prise de son traitement. Arrivé sur place, il apprend que Dédalus n'est en fait qu'un humain, le soldat John Shepherd, infecté avec un virus de Chimère pure. Le même sort attend Hale s'il ne prend pas son traitement.
L'unité Echo bouge ensuite à Chicago pour désactiver une tour chimérienne, activée par Daedalus. Les Chimères lancent tout ce qu'ils ont, y compris un monstre de la taille d'un immeuble, en vain. Toutefois, Malikov se voit refuser l'accès par Daedalus. Il peut néanmoins suivre sa trace jusqu'en Islande, à la base SRPA Igloo qui est attaquée par les Sentinelles. L'opération se termine par la défaite américaine: Les troupes US sont décimées, Warner et Waothorne sont tués par Daedalus, qui blesse gravement Hale avant de s'échapper.
Hale apprend par la suite qu'il ne lui reste plus que trois heures à vivre (il repoussait toujours son traitement pour la fin de chacune de ses missions, bien qu'il ne le prenne pas, et la blessure de Daedalus n'a fait qu'accélérer l'infection). Le Périmetre de Défense Liberty est tombé, et les Chimères ont massacré les réfugiés par dizaines de millions, ne laissant que 3 millions de survivants qui ont fui en Louisiane.
Il décide tout de même de continuer avec son collègue Capelli et l'équipe du major Blake. Après avoir battu les Chimères en Louisiane, cette équipe se rend au cratère de Chicxulub, au Mexique, où la flotte chimérienne se regroupe. Après avoir placé une bombe à fission sur le vaisseau-mère et tué Dedalus, Hale et Capelli, seuls survivants de l'équipe, s'écrasent au sol avec une navette volée juste avant que la bombe n'explose, anéantissant toute la flotte. Quand Capelli voit Hale parler de la même façon que Dedalus au début du jeu, il comprend qu'il est complètement infecté et l'abat d'une balle dans la tête.

## Jouabilité

### Mode compétitif
Le mode compétitif comprend les types de parties suivantes : match à mort, match à mort en équipe, capture de noyau, fusion et escarmouche.
Jouable jusqu'à 60 en ligne.
Au fur et à mesure qu'il gagne de l'expérience, le joueur débloque des bonus allant des nouvelles armes aux capacités spéciales (berserks). Un sac à dos à l'effigie de Clank le robot de la série Ratchet and Clank, elle aussi d'Insomniac Games, peut ainsi être obtenu en tant que récompense clin d'œil.

### Mode coopératif
Le mode coopératif permet à 8 joueurs de s'entraider pour combattre sur différentes cartes. Il est possible de choisir entre 3 classes :
- Le soldat : Avec son Spectral, c'est le plus résistant et le plus capable de s'infiltrer derrière les lignes ennemies.
- Le membre des forces spéciales : Armé de son Sniper, il est également chargé de fournir des munitions à ses coéquipiers.
- Le médecin : Il soigne les blessures de ses coéquipiers en collectant l'énergie sur les Chimères pour ensuite la redistribuer aux autres combattants.

À noter que l'on peut changer de classe en cours de partie.
Dans ce mode, le joueur a différents objectifs à accomplir (un par un) jusqu'au Boss final. Et comme pour le mode compétitif, on gagne de l'expérience en ayant accompli les objectifs et en tuant des chimères, pour ainsi débloquer des accessoires et équipements propres à chaque classe.

### Fermeture des Serveurs
Depuis le 28 mars 2014, Sony a fermé définitivement les serveurs en ligne de toute la série des Resistance.  Le Mode Coopératif et compétitif sont depuis cette date indisponible en ligne. Il reste cependant toujours accessible en hors ligne.

## Développement
Le budget de Resistance 2 est estimé entre 15 et 20 millions d'euros.